# Lindy Leveau-Agricole
Lindy Brigitte Leveau-Agricole (Victoria, 14 novembre 1978) è un'ex giavellottista seychellese.

## Biografia
Nata nella capitale seychellese sull'isola di Mahé, Leveau ha rappresentato il proprio paese per oltre 15 anni nelle maggiori competizioni africane, collezionando numerosi podi nel lancio del giavellotto, tra cui tre medaglie ai Giochi panafricani.
A livello mondiale Leveau ha vinto due ori ai Giochi della Francofonia e preso parte ai Giochi olimpici di Pechino 2008,, fermandosi in qualificazione.
Prima di ritirarsi è stata premiata sportiva seychellese dell'anno nel 2010.

## Record nazionali
- Lancio del giavellotto: 57,86 m ( Victoria, 25 giugno 2005)

## Palmarès
| Anno | Manifestazione                     | Sede         | Evento                 | Risultato | Prestazione | Note |
| ---- | ---------------------------------- | ------------ | ---------------------- | --------- | ----------- | ---- |
| 1996 | Campionati africani                | Yaoundé      | Lancio del giavellotto | Argento   | 42,24 m     |      |
| 1996 | Mondiali U20                       | Sydney       | Lancio del giavellotto | 23ª (q)   | 39,06 m     |      |
| 1996 | Mondiali U20                       | Sydney       | Lancio del disco       | 20ª (q)   | 33,90 m     |      |
| 1998 | Campionati africani                | Dakar        | Lancio del giavellotto | Oro       | 47,56 m     |      |
| 1998 | Giochi del Commonwealth            | Kuala Lumpur | Lancio del giavellotto | 7ª        | 42,94 m     |      |
| 1999 | Giochi panafricani                 | Johannesburg | Lancio del giavellotto | 4ª        | 47,55 m     |      |
| 1999 | Giochi panafricani                 | Johannesburg | Lancio del disco       | 7ª        | 41,78 m     |      |
| 2000 | Campionati africani                | Algeri       | Lancio del giavellotto | Argento   | 50,88 m     |      |
| 2001 | Giochi della Francofonia           | Ottawa       | Lancio del giavellotto | 7ª        | 53,11 m     |      |
| 2001 | Mondiali                           | Edmonton     | Lancio del giavellotto | 21ª (q)   | 49,40 m     |      |
| 2003 | Giochi dell'Oceano Indiano         | Moka         | Lancio del giavellotto | Argento   | 51,62 m     |      |
| 2003 | Giochi panafricani                 | Abuja        | Lancio del giavellotto | Argento   | 53,23 m     |      |
| 2003 | Giochi afro-asiatici               | Hyderabad    | Lancio del giavellotto | 8ª        | 49,41 m     |      |
| 2005 | Giochi della Francofonia           | Niamey       | Lancio del giavellotto | Oro       | 53,92 m     |      |
| 2005 | Giochi della Francofonia           | Niamey       | Lancio del disco       | 5ª        | 40,25 m     |      |
| 2006 | Giochi del Commonwealth            | Melbourne    | Lancio del giavellotto | 7ª        | 54,50 m     |      |
| 2006 | Campionati africani                | Bambous      | Lancio del giavellotto | Bronzo    | 54,41 m     |      |
| 2006 | Campionati africani                | Bambous      | Lancio del disco       | nm        | nm          |      |
| 2007 | Campionati dell'Africa meridionale | Windhoek     | Lancio del giavellotto | Oro       | 42,04 m     |      |
| 2007 | Giochi panafricani                 | Algeri       | Lancio del giavellotto | Argento   | 56.49 m     |      |
| 2007 | Giochi panafricani                 | Algeri       | Lancio del disco       | 6ª        | 42,47 m     |      |
| 2007 | Mondiali                           | Osaka        | Lancio del giavellotto | nm (q)    | nm (q)      |      |
| 2008 | Campionati africani                | Addis Abeba  | Lancio del giavellotto | Argento   | 52,92 m     |      |
| 2008 | Giochi olimpici                    | Pechino      | Lancio del giavellotto | 29ª (q)   | 56,32 m     |      |
| 2009 | Giochi della Francofonia           | Beirut       | Lancio del giavellotto | Oro       | 57,48 m     |      |
| 2010 | Campionati africani                | Nairobi      | Lancio del giavellotto | 4ª        | 52,42 m     |      |
| 2011 | Giochi panafricani                 | Maputo       | Lancio del giavellotto | Bronzo    | 51,26 m     |      |